# 2MASS J08503593+1057156
| 2MASS J08503593+1057156                                 | 2MASS J08503593+1057156 |
| ------------------------------------------------------- | ----------------------- |
| Beobachtungsdaten Äquinoktium: J2000.0, Epoche: J2000.0 |                         |
| Sternbild                                               | Krebs                   |
| Rektaszension                                           | 08h 50m 35,9s           |
| Deklination                                             | +10° 57′ 16″            |
| Spektralklasse                                          | ca. L7 + L6             |
| Doppelsystem                                            |                         |
| Trennung                                                | (157 ± 3) mas           |
| Andere Bezeichnungen                                    |                         |
| 2MASSW J0850359+105715 • 2MASSI J0850359+105715         |                         |

2MASS J08503593+1057156, oder kurz 2MASS J0850+1057, ist ein aus zwei L-Zwergen bestehendes Doppelsystem mit einem Winkelabstand von 0",16 im Sternbild Krebs.